# Ayman ibn Ubayd
Ayman ibn Ubayd (arabisch: أَيْمَنُ بنُ عُبَیْد, auch Aiman ibn Ubaid; geboren um 612 im Mekka; gestorben um 630 in Hunain) war ein Gefährte des islamischen Propheten Mohammed. Er war der Sohn von Umm Ayman, die half, Mohammed aufzuziehen, von ihrem ersten Ehemann Ubaid ibn Zaid vom Stamm der Banu Khazraj. Durch die zweite Ehe seiner Mutter mit Zaid ibn Hāritha war er der Halbbruder von Usama ibn Zayd. Ayman wurde in der Schlacht von Hunayn getötet, als er für die muslimischen Streitkräfte gegen feindliche arabische Stämme kämpfte. Aymans Sohn, al-Hajjaj ibn Ayman, wurde zu Lebzeiten Mohammeds geboren und Ahadith (Traditionen) von Mohammed wurden über al-Hajjaj in der islamischen Literatur zitiert, einschließlich im Sahīh al-Buchārī.

## Hintergrund
Ayman war der Sohn von Barakah, einer Abessinierin. Er diente als Sklave im Haushalt der Eltern des Propheten, Abdullah ibn Abdul-Muttalib und Āmina bint Wahb. Barakah wurde Mohammeds Sklavin nach dem Tod von Amina.
Nach Aminahs Tod in Al-Abwa kümmerte sich Barakah um Mohammed und zog mit ihm in den Haushalt seines Großvaters Abd al-Muttalib in Mekka, wo sie ihm während seiner Kindheit und danach im Erwachsenenalter diente.
Als Mohammed Chadidscha heiratete, arrangierte er Barakahs Freiheit und Heirat mit einem khazrajitischen Gefährten namens Ubayd ibn Zayd. In diese Ehe wurde Ayman geboren, daher wurde sie als „Umm Ayman“ (= Mutter von Ayman) bekannt. Aymans Vater, Ubayd ibn Zayd, wurde in der Schlacht von Chaibar getötet.

## Beziehung zu Mohammed
Frühe islamische Quellen bezeichnen Ayman als einen der Muhadschirun, was bedeutet, dass er von Mekka nach Medina auswanderte, um der religiösen Verfolgung der Quraysh in Mekka zu entgehen.
Wie seine Mutter trat Ayman in den Dienst Mohammeds und war für seinen Wasserkrug verantwortlich, mit dem er die Waschung vollzog. Er war ein Hirte und war für die acht Ziegen im Besitz Mohammeds verantwortlich.
Ein Hadith wird von ihm berichtet. Er versichert, dass Mohammed einem Dieb nur dann die Hand abhackte, wenn der gestohlene Gegenstand mindestens den Wert eines Schildes hatte und ein Schild damals dem Wert einer Goldmünze entsprach. Dieser Hadith wird durch einen Bericht in Sahih al-Bukhari bestätigt.

## Tod
Ayman wurde in der Schlacht von Hunain als Kämpfer in der muslimischen Armee getötet. Ibn Kathir schreibt, dass laut Ibn Ishaq Jabir ibn Abd Allah, der Zeuge der Schlacht war, berichtete, dass die muslimische Armee durch einen Überraschungsangriff des Feindes in Panik geriet und viele Männer vom Schlachtfeld flohen. Eine Gruppe von Muhadschirun stand jedoch fest und verteidigte Mohammed auf dem Schlachtfeld. Diese Männer waren Abu Bakr, Umar, Ali, Abbas ibn Abd al-Muttalib, Abu Sufyan ibn al-Harith, Fadl ibn Abbas, Rabi'ah ibn al-Harith, Usama ibn Zayd und Ayman ibn Ubayd. Ayman wurde an diesem Tag bei der Verteidigung Mohammeds getötet. Aus diesem Grund gilt Ayman im Islam als Märtyrer.
Nach seinem Martyrium verfasste Abbas ibn Abd al-Muttalib, Mohammeds Onkel und einer von denen, die mit Ayman kämpften, um Mohammed zu verteidigen, ein Gedicht, das seine Standhaftigkeit und Tapferkeit lobte.

## Bibliografie
- Ibn Qutaiba: Kitāb al-Maʿārif. Herausgegeben von Ṯarwat ʿUkāša. Kairo 1960.
- al-Balādhurī: Ansāb al-aschrāf. Kairo 1959
- Zabihollah Mahallati: al-rayahin al-scharia. Hekmat 1979
- Abdullah Ibn Kathir: al-Bidayah wa al-Nihayah, Forschung von Ali Shiri. Dar Ihya al-Turath al-Arabi 1988
- Abdullah Ibn Kathir: Die Schlachten des Propheten. Dar al-Manarah 2000
- Ashitiyani, Husayn Malika (1990). Bilal von Afrika. Veröffentlichungen des Islamischen Seminars. 1990